# Ficus palmeri
Ficus palmeri là một loài thực vật có hoa trong họ Moraceae. Loài này được S.Watson mô tả khoa học đầu tiên năm 1889.

## Hình ảnh

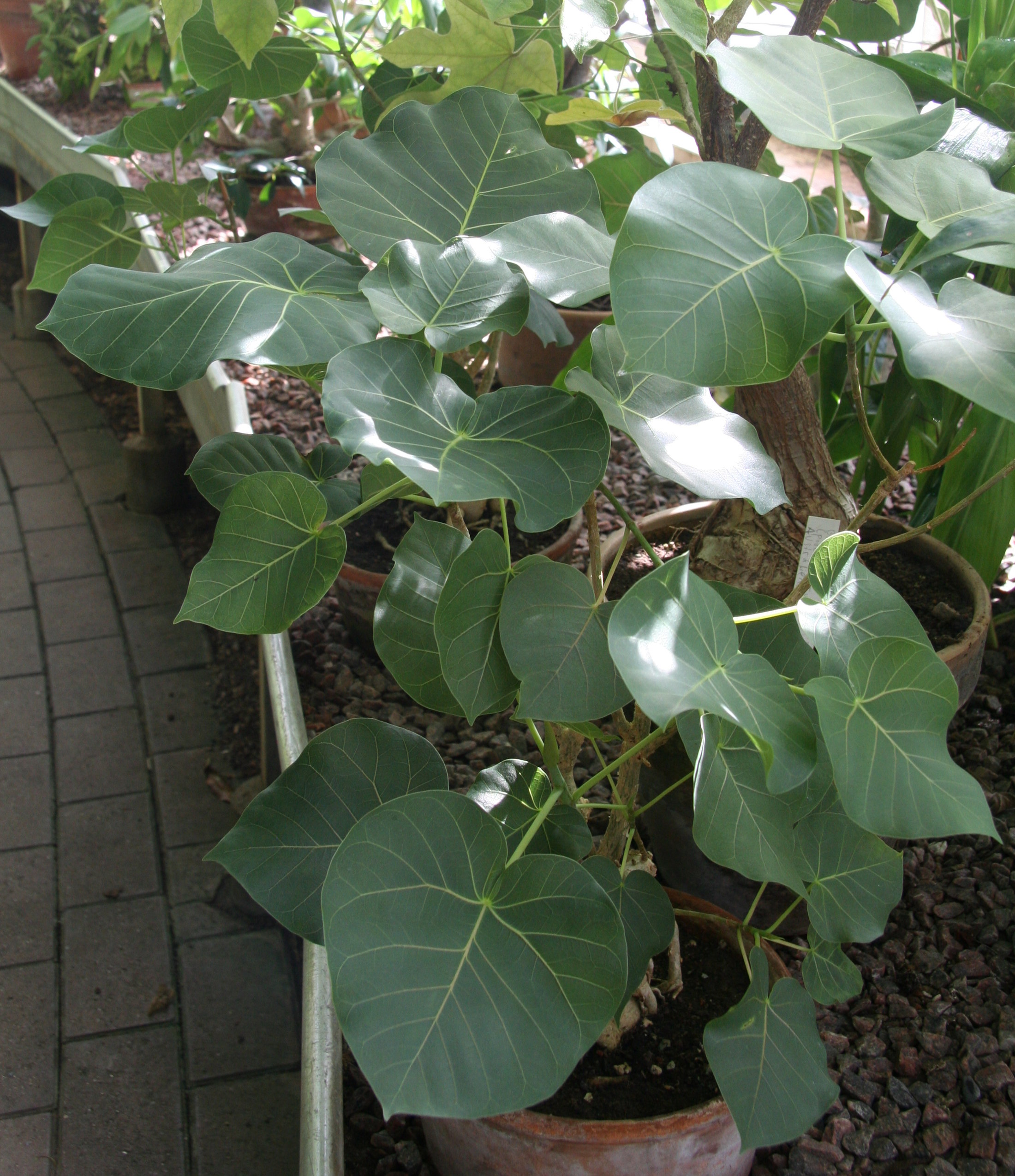
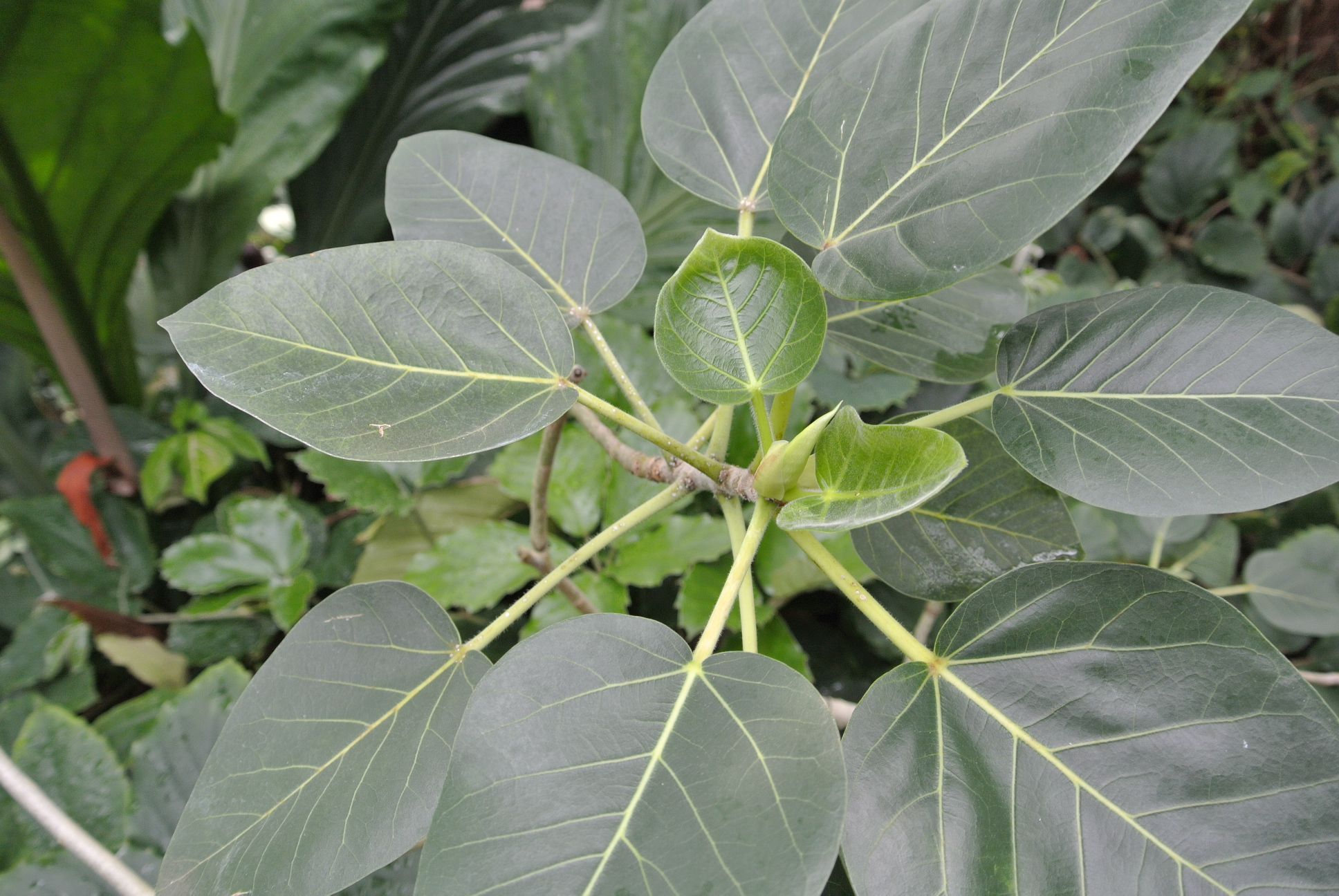